# Lido di Palmi
Il Lido di Palmi è una frazione marittima e costiera di Palmi, corrispondente ai rioni denominati Tonnara di Palmi, Pietrenere, Scinà e Ciambra. È una località turistica estiva.

## Geografia fisica

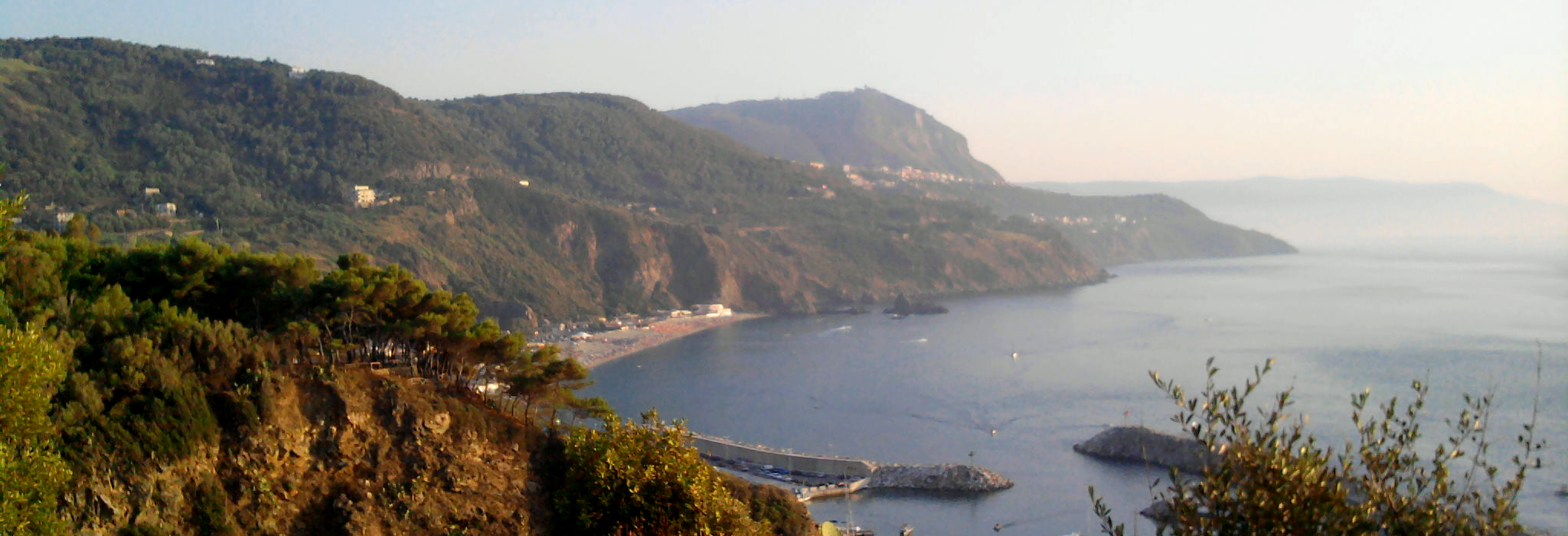
Baia della Tonnara di Palmi con, sullo sfondo, il pianoro di Palmi ed il monte Sant'Elia

Il Lido di Palmi, che si affaccia sul mar Tirreno in un tratto di Costa Viola, è delimitato a nord dal fiume Petrace, a sud da alcune falesie che degradano rapidamente verso il mare e ad est dal terrazzamento sopra il quale sorge Taureana. La frazione, ubicata nella parte nord di Palmi, occupa la quasi totalità del territorio pianeggiante comunale.
Il litorale è composto da tre spiagge: la piccola spiaggia di Trachini (inaccessibile se non per via mare), la spiaggia della baia della Tonnara, e la spiaggia di Pietrenere-Scinà. Tutte e tre le spiagge sono ghiaiose e sabbiose e sono arricchite da alcuni scogli. I principali sono lo scoglio Trachini, lo scoglio dell'Isola e gli scogli Agliastro. Tra questi ultimi vi è il celebre scoglio dell'Ulivo ed alcuni piccoli scogli, residui di un'antica scogliera molto più vasta. Le spiagge del Lido si sviluppano per circa 2 km, per una profondità media di 50 metri ed il tipo di sabbia cambia ad ogni mareggiata, essendo quindi a volte ghiaiosa, ed a volte fine, ma sempre bianca.
Una parte del territorio del Lido di Palmi rientra nell'elenco dei Siti di Interesse Comunitario della Regione Calabria.

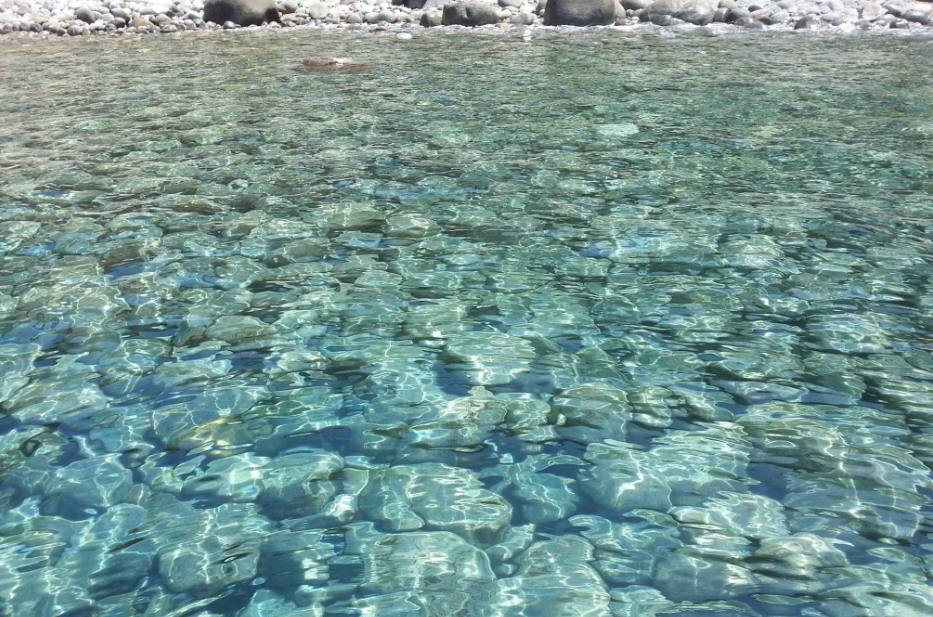
Le acque antistanti il Lido di Palmi.
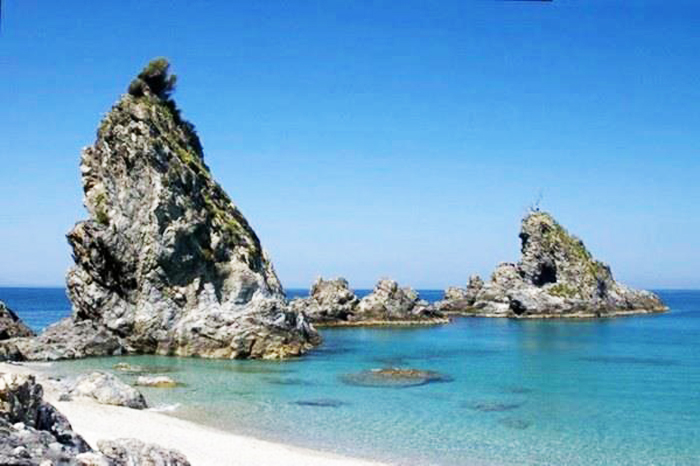
Gli scogli Agliastro.
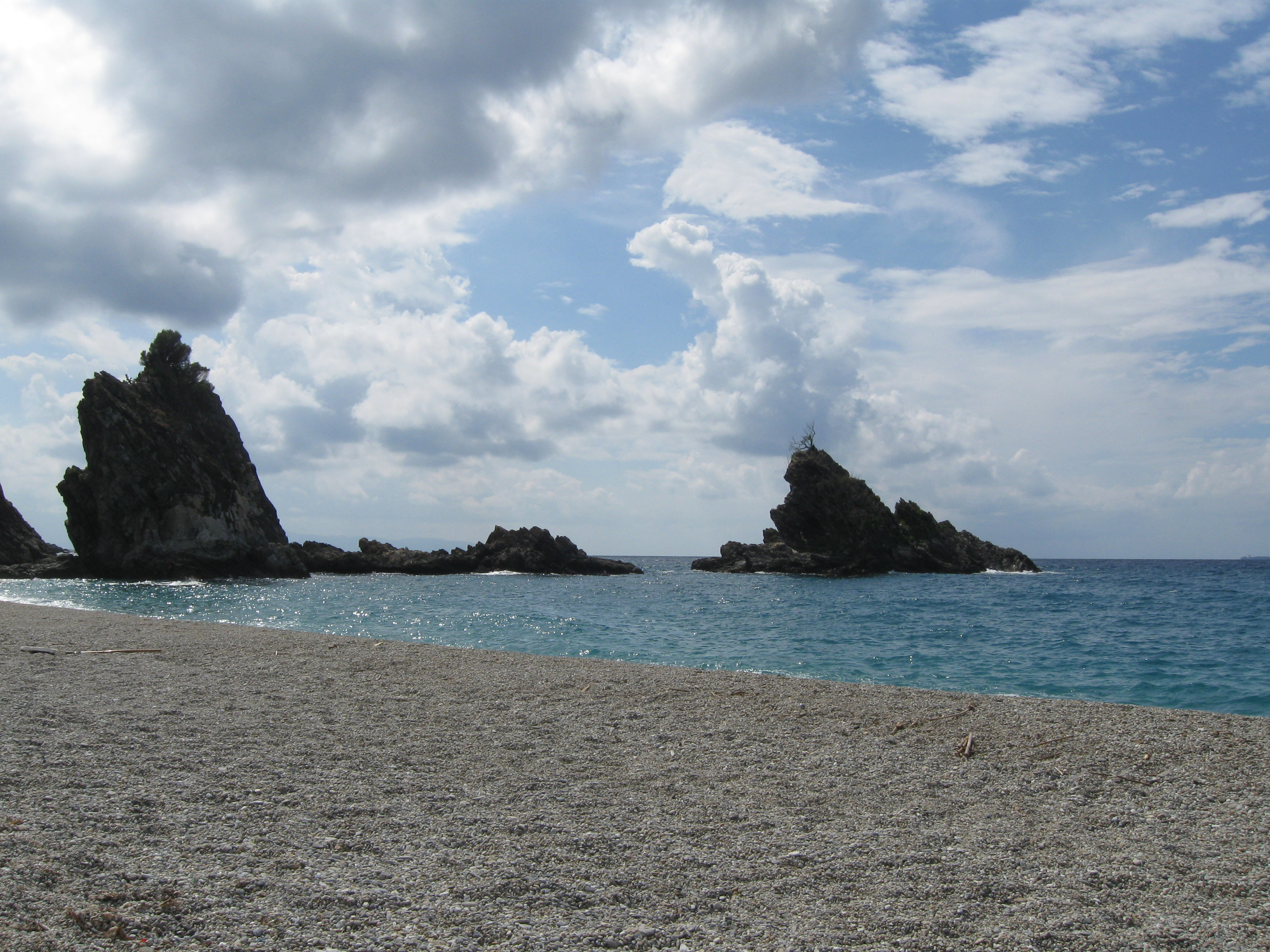
Gli scogli Agliastro.
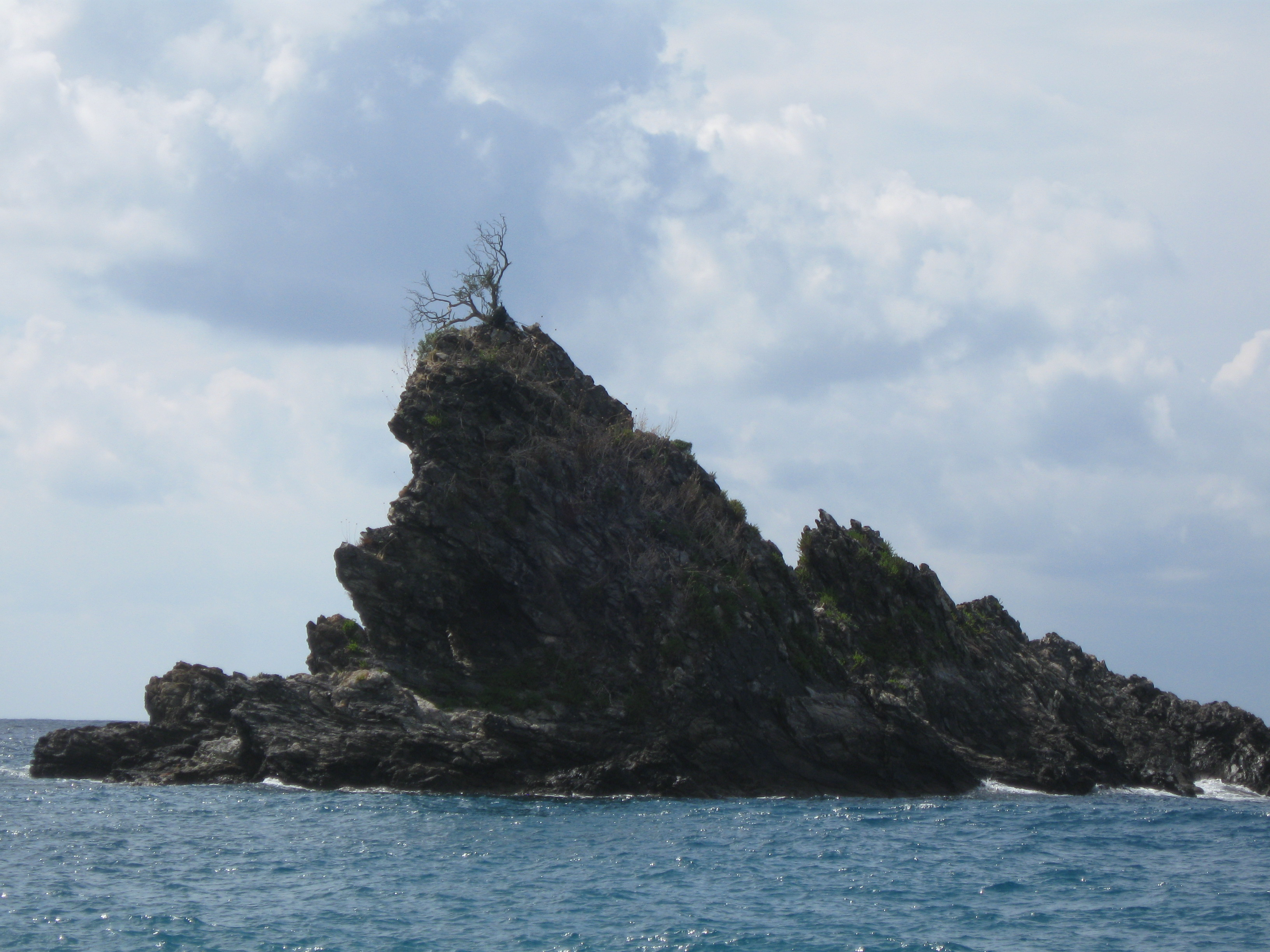
Lo scoglio dell'Ulivo.
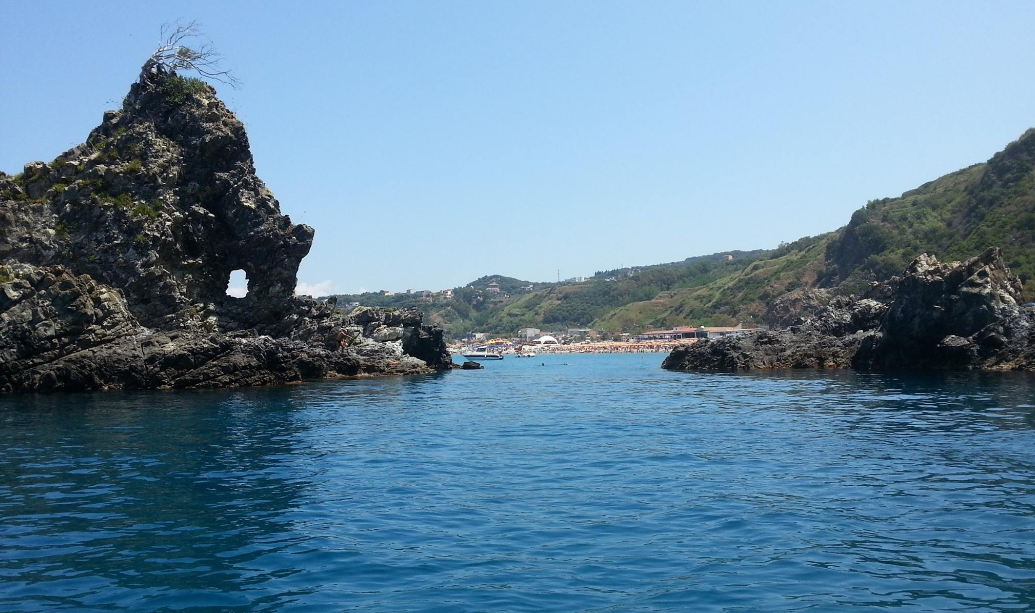
Lo scoglio dell'Ulivo con, sullo sfondo, il Lido di Palmi.
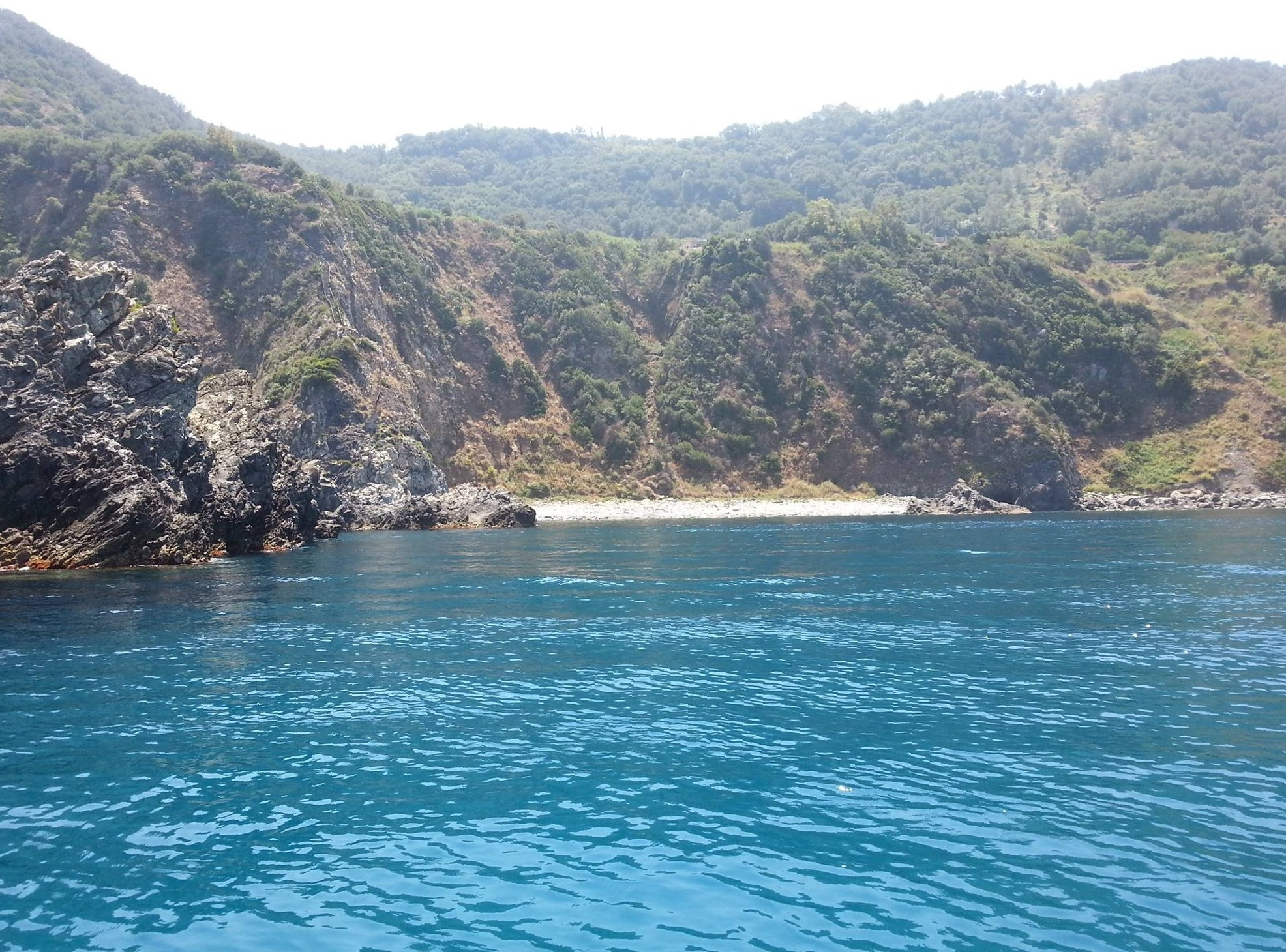
La spiaggia di Trachini.

## Storia
Nel X secolo nella zona del Lido di Palmi vi era ubicato il porto che serviva la città di Tauriana e da esso, sopravvissuto alla distruzione della città, vi approdò nell'XI secolo il conte di Calabria Ruggiero I, per sbarcare nella regione provenendo dalla Normandia.
Già nel 1466 sul mare del Lido di Palmi vi era una tonnara per la pesca del pesce spada. Per quanto riguarda la marineria, agli inizi del XVI secolo, servendosi della Marina di Pietrenere, Palmi attirò tutti i traffici che si esercitavano lungo la riviera della Calabria meridionale. Tali spedizioni ebbero un forte aumento nel XVII secolo.
Sempre a Pietrenere, sul finire del XVIII secolo, era presente uno "scaricatoio" dal quale si commerciava l'olio ed il suo porto era uno dei più fiorenti del mezzogiorno settecentesco, tanto che il re Ferdinando II nel 1826 inserì la «dogana di Palmi e Pietrenere» tra quelle di II classe. Nel 1834 la dogana venne però declassata dalla II alla III classe per il calo di esportazioni.
Durante la seconda guerra mondiale, nella notte tra il 25 e 26 luglio del 1943, al largo delle coste del Lido di Palmi venne affondata la Motonave Viminale da parte di un'unità alleata.
Nel secondo dopoguerra avvenne l'urbanizzazione del Lido di Palmi creando, nelle zone di Scinà, della Tonnara e di Pietrenere, interi nuovi rioni abitativi.
Nel periodo tra il 2002 e il 2008 fu realizzato l'attuale porto di Palmi.

## Monumenti e luoghi d'interesse

### Chiesa di Maria Santissima Assunta
La chiesa di Maria Santissima Assunta è un moderno luogo di culto di Pietrenere, realizzato nel 1977, che al suo interno custodisce una statua del XVII secolo del Cuore Immacolato di Maria.

### Chiesa di San Marco
La chiesa di San Marco è un luogo di culto cattolico di Palmi. Costruita nel 1959 e consacrata il 28 dicembre dello stesso anno, è ubicata in località Tonnara e prospetta sul lungomare Costa Viola. La chiesa ricade nel territorio della parrocchia di San Fantino.

#### Storia
La chiesa venne realizzata nel 1959, in località Tonnara, quartiere abitato prevalentemente da pescatori, e per tale motivo venne dedicato a San Marco evangelista, patrono della suddetta categoria lavorativa. L'edificio, realizzato da maestranze locali a spese di privati, venne inaugurato e consacrato il 28 dicembre del 1959 dal vescovo della diocesi di Mileto mons. Vincenzo De Chiara.
A seguito della riforma liturgica, venne realizzato l'adeguamento liturgico con la rimozione del vecchio altare e l'aggiunta di una mensa marmorea, al centro del presbiterio.
Il 10 giugno del 1979 la chiesa passò, come tutta la città di Palmi, dalla giurisdizione della diocesi di Mileto, alla nuova diocesi di Oppido Mamertina-Palmi.
Nel 2019 l'edificio è stato oggetto di completo restauro esterno ed interno.

#### Descrizione
L'edificio, con facciata a capanna, presenta un unico ingresso sovrastato da una piccola finestra di forma circolare, a sua volta sormontata da un frontone triangolare alla cui sommità è posta una croce in metallo. I contorni della facciata, compreso il frontone, sono evidenziati da lesene.
Le pareti laterali esterne della chiesa, intonacate, presentano solamente due finestre rettangolari per lato.
Al suo interno la chiesa è costituita da un'unica navata che svolge la funzione sia di aula che di presbiterio, rialzato di un gradini. Il presbiterio si conclude con una parete di fondo curvilinea, che una porta d'accesso alla sacrestia.
Nella controfacciata è posto un dipinto raffigurante San Francesco di Paola che attraversa lo stretto di Messina (2019).
Lungo le pareti verticali laterali, oltre alle due aperture per lato, sono presenti una statua lignea policroma di San Marco evangelista (XX secolo), a lato destro, e una statua lignea policroma dell'Immacolata Concezione.

### Fontana monumentale
Nel 2013 è stata realizzata, a completamento dei lavori di miglioramento del lungomare Costa Viola della Tonnara, una piazza con fontana, alle cui spalle è collocata una stele con la rappresentazione stilizzata di una Madonna con Bambino.

### Fortino di Pietrenere
L'unica architettura militare della frazione è il fortino di Pietrenere. La struttura fu progettata ad inizio del XIX secolo dai francesi, per ordine del re di Napoli e di Spagna Giuseppe Bonaparte, durante il periodo di Gioacchino Murat e delle truppe del generale Jean Reynier. Nel progetto il fortino, avente mura grigie di pietra levigata, doveva essere collegato ad una batteria di cannoni, collocati vicino ad una torre. Nella mura, a distanza calcolata, le lastre di pietra rivelano una serie di feritoie che corrono lungo il perimetro e che sono realizzate a cornici di pietra più chiara, senza spigoli. La struttura, che serviva in quanto la zona fu un teatro di lotte tra inglesi, francesi e filoborbonici, non venne completata poiché i Borbone ripresero il comando del Regno di Napoli.

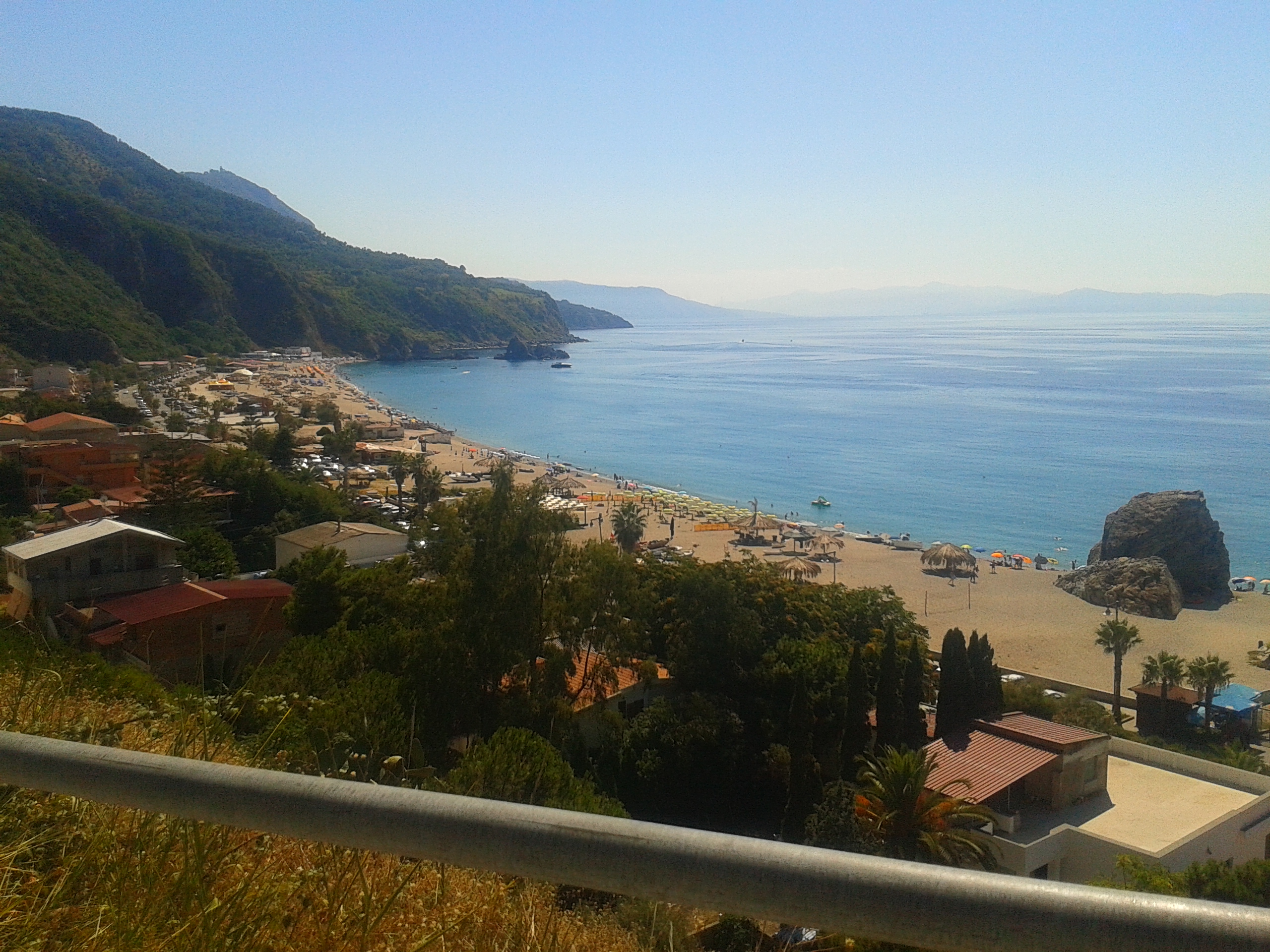
Il panorama ammirabile dalla via del Mare.

### Monumento al pescatore
Il 5 luglio 2015 è stato inaugurato sul lungomare Costa Viola il Monumento al pescatore. L'opera, realizzata dall'artista Achille Cofano su committenza dell'associazione cittadina "Prometeus", raffigura un uomo intento a riparare le reti della pesca e una donna gravida con lo sguardo rivolto all'orizzonte, verso il mar Tirreno, a «simboleggiare il punto d'incontro tra passato e futuro, la speranza del nuovo e la conservazione dell'antica identità». Le due statue, in bronzo e a grandezza naturale, sono un omaggio voluto dall'associazione verso la storia e le tradizioni dei pescatori della Tonnara di Palmi e della Costa Viola. L'opera è il più grande monumento d'Italia dedicato al pescatore.

### Necropoli di Scinà
In località Scinà studi e rinvenimenti archeologici hanno portato alla scoperta di alcuni impianti residenziali e di una necropoli, databili all'età imperiale. Gli scavi del 1969, effettuati dalla Soprintendenza Archeologica della Calabria, fecero scoprire una necropoli composta da 64 tombe con corredi funerari. La datazione della necropoli è in parte del II secolo-III secolo, ed in parte dell'epoca tardo antica o alto medievale. Nella necropoli furono rinvenuti oggetti ceramici come olle, ollette, boccalini, brocche, brocchette, lucerne ed un'olpe. L'arco cronologico tra il II secolo ed il IV secolo è attestato da undici monete bronzee. Dalla necropoli di Scinà si può avere una definizione più precisa del contesto della città di Tauriana in quel periodo.

## Società

### Religione
La frazione fa parte della diocesi di Oppido Mamertina-Palmi e del vicariato di Palmi.

### Tradizioni e folclore

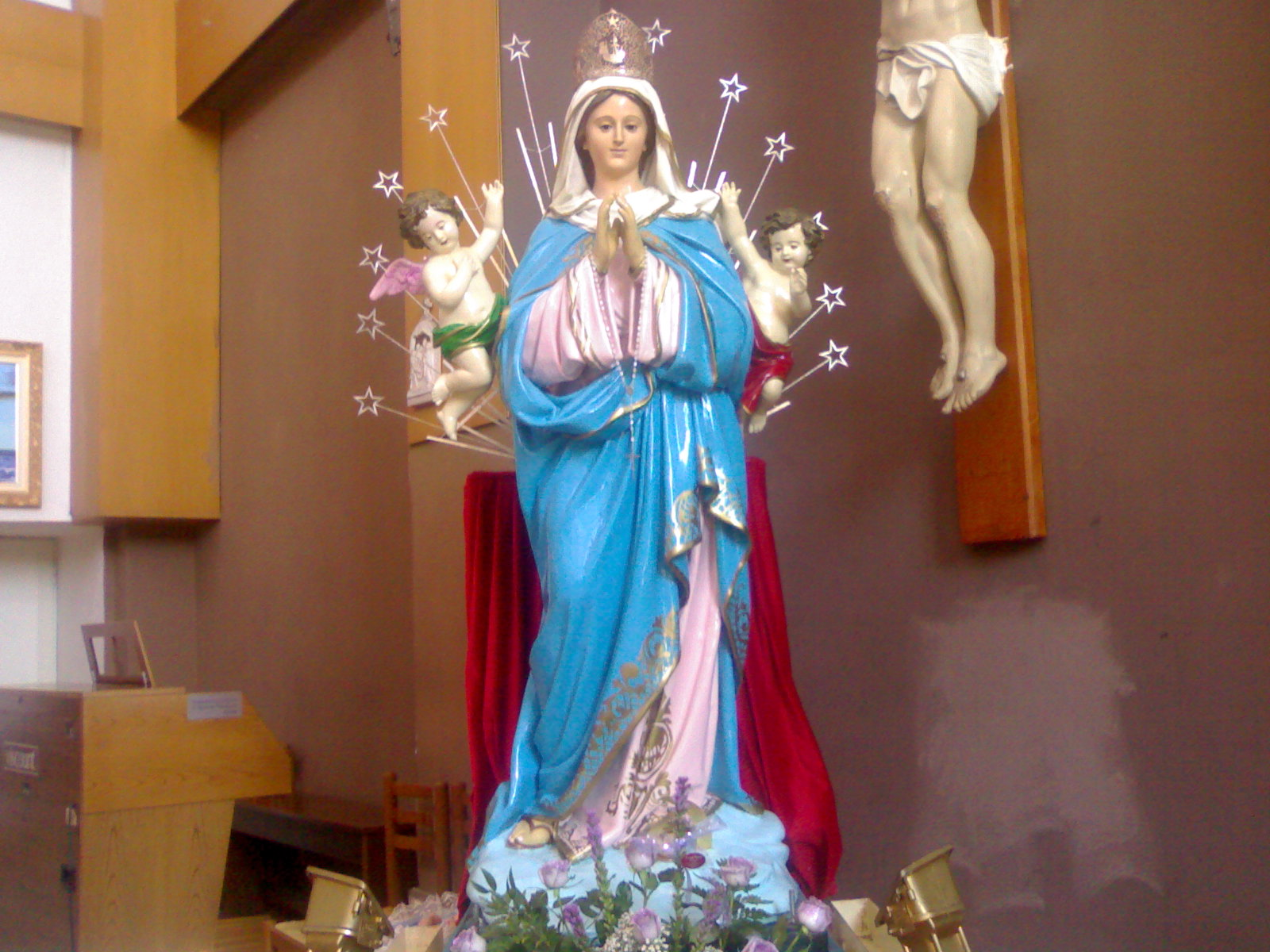
La statua di Maria Santissima dell'Alto Mare, venerata a Taureana ed al Lido di Palmi

Tra le antiche tradizioni che si conservano e si tramandano nei secoli a Palmi, quella che coinvolge la frazione è la processione a mare della Madonna dell'Alto Mare, l'ultima domenica di luglio, dallo Scoglio dell'Isola fino allo Scoglio dell'Ulivo. L'evento è celebrato in ricordo di un miracolo avvenuto nel VII secolo, quando venne distrutta una flotta di saraceni che assediava l'antica Tauriana.
Anche la processione di San Marco, svolta in località Tonnara il 25 aprile, viene celebrata in mare. Tra l'altro, per tradizione, anche i pescatori della Tonnara iniziano la stagione della caccia al pesce spada il 25 aprile, con le barche che muovono le onde di fronte allo spettacolo dello Stromboli, lanciando il grido tramandato dagli avi che recita «Viva San Marcu binidittu» («Viva San Marco benedetto») nell'istante in cui viene catturato il pesce.

## Cultura

Francobollo emesso nel 1987 sullo Scoglio dell'Ulivo e sulla Tonnara di Palmi

### Media
Produzioni cinematografiche ambientate nel quartiere:
- Artemisia Sanchez (2006);
- Diciotto anni dopo (2010).

## Geografia antropica
La fascia urbanizzata del Lido di Palmi, parallela alla costa, va dallo Scoglio dell'Ulivo fino al confine comunale, delimitato dal fiume Petrace. Il centro abitato è formato dai seguenti rioni: Tonnara, Pietrenere e Scinà.

### Tonnara di Palmi
Il rione Tonnara di Palmi è posto nella parte di pianura sottostante il terrazzamento di Taureana. Il toponimo, già usato nel XVIII secolo, deriva da un'antica tonnara che vi sorgeva fino al novecento, della quale oggi non c'è più traccia. Il centro abitato è formato dalle case dei pescatori, che prospettano sul lungomare Costa Viola, nel tratto compreso tra lo Scoglio dell'Ulivo e il porto turistico cittadino. Difatti la principale attività economica svolta dagli abitanti del rione Tonnara è la pesca. La tonnara di Palmi, attiva come detto fino al XX secolo, contava di numerosi marinai addetti alla pesca, che usavano anche i "lontri", imbarcazioni usate per la caccia del pesce spada. Dal mese di maggio, fino ai primi giorni di agosto, i pescatori rimasti rinnovano ogni anno questa tradizione della caccia al pescespada che, da secoli, fa parte della cultura locale. Questa specie ittica è conosciuta e chiamata dai pescatori locali come «u pisci».

### Pietrenere

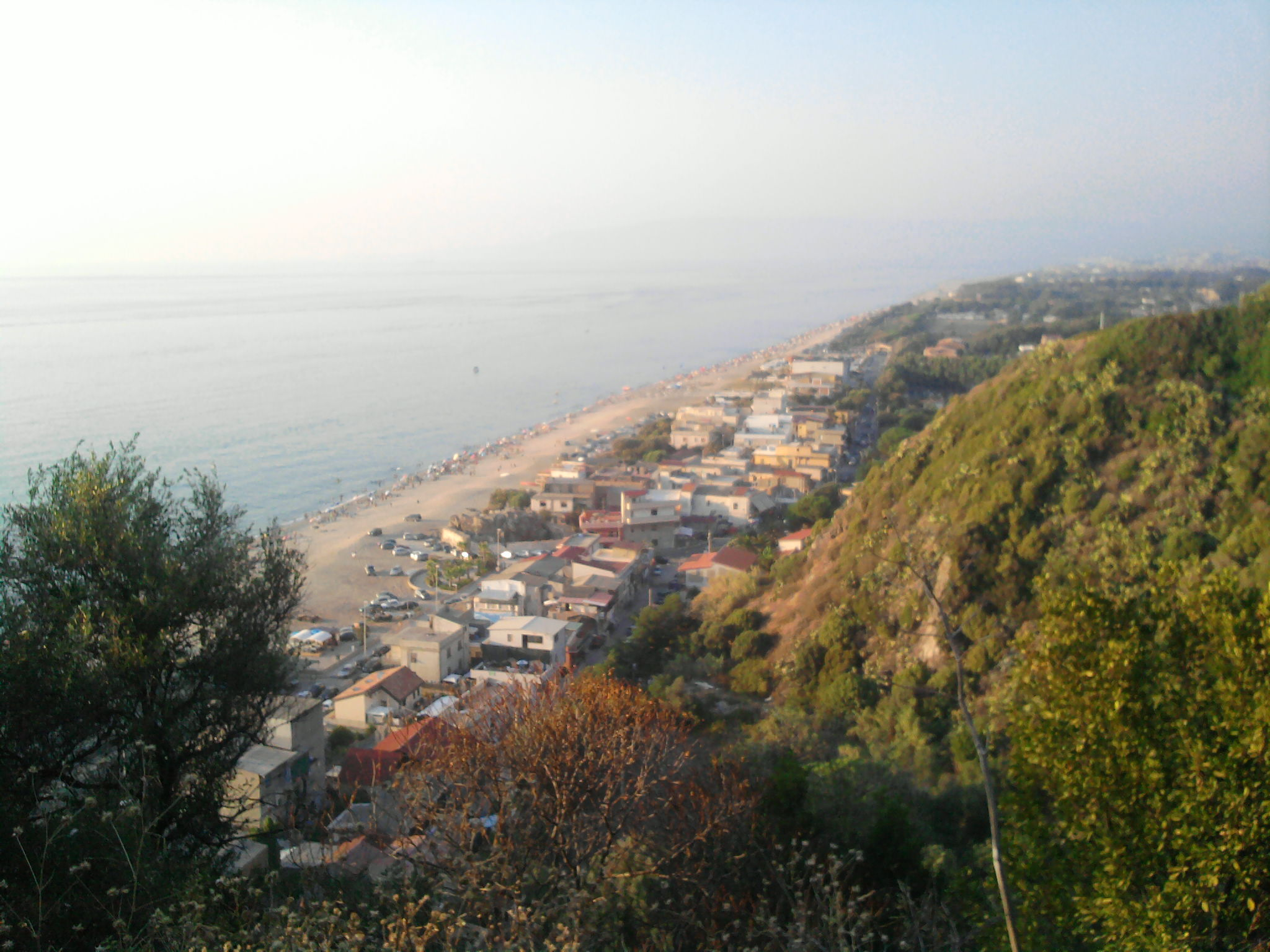
Vista del borgo marinaro di Pietrenere.

Il borgo di Pietrenere, il più antico dei tre rioni, sorge nel tratto compreso tra il Porto di Palmi e la zona denominata La Scala. Il centro abitato è formato, in gran parte, da case di villeggiatura.

### Scinà
Il rione Scinà sorge nel tratto compreso tra la zona denominata La scala ed il fiume Petrace. Fortemente urbanizzato negli ultimi decenni, nel rione sono ubicati alcuni campeggi e villaggi turistici, oltre a numerose case di villeggiatura. In passato nel rione vi erano numerosi vigneti, che rivestono ad oggi un'importanza molto limitata.

## Economia
Oltre alla pesca, il turismo è l'altra attività economica principale del quartiere. Nel 2014, ha ricevuto le 3 vele blu di Legambiente.
Nella località si trova uno dei 4 terminali marittimi dell'Eni per connettere le condotte di gas sottomarine a quelle di terra.

## Infrastrutture e trasporti

### Porti

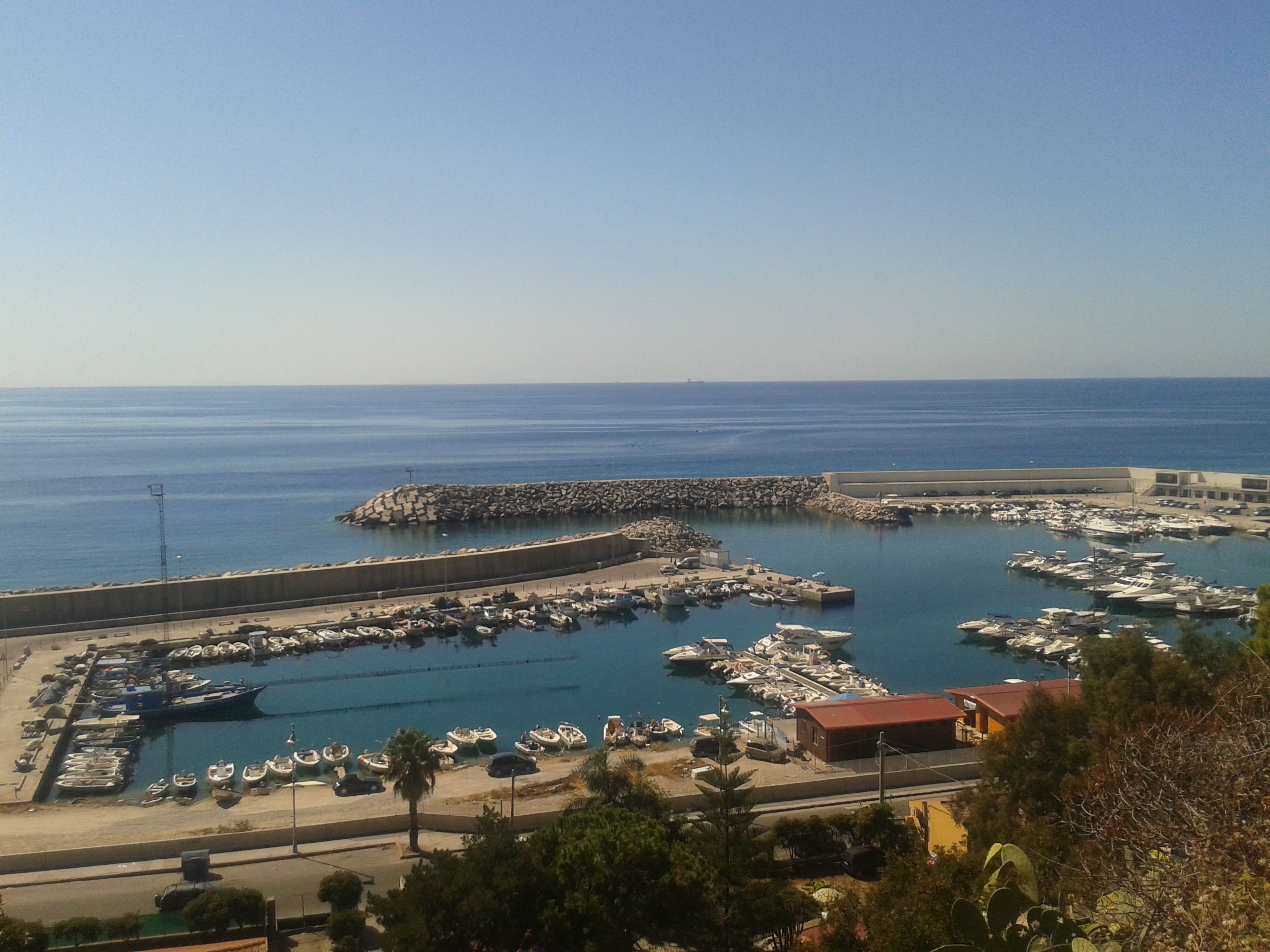
L'ingresso del porto di Palmi.

Nel quartiere è presente il porto turistico di Taureana di Palmi. La struttura è il principale scalo turistico del litorale tirrenico della Calabria meridionale, con i suoi 200 posti barca.

### Mobilità urbana
Il quartiere è collegato al centro cittadino di Palmi dall'azienda municipale di trasporti, denominata Piana Palmi Multiservizi, tramite la linea Palmi-Scinà, che collega la zona anche con il quartiere di Taureana. Nel periodo estivo il Lido di Palmi è inoltre attraversato dalle linee di trasporto su gomma delle Ferrovie della Calabria, con la linea 1107 Lido di Palmi-Seminara-Melicuccà.